# آندره مانوکیان
آندره مانوکیان (انگلیسی: André Manoukian؛ زادهٔ ۹ آوریل ۱۹۵۷) آهنگساز، نوازنده پیانو، مجری رادیو، و ترانه‌سرا فرانسوی ارمنی‌تبار است. وی همچنین از سال ۲۰۰۲ به عنوان یکی از چهار داور (Nouvelle Star) نسخه پاپ آیدل فرانسوی فعالیت می‌کند. در سن ۲۰ سالگی در کالج موسیقی برکلی بوستون به تحصیل موسیقی پرداخت.

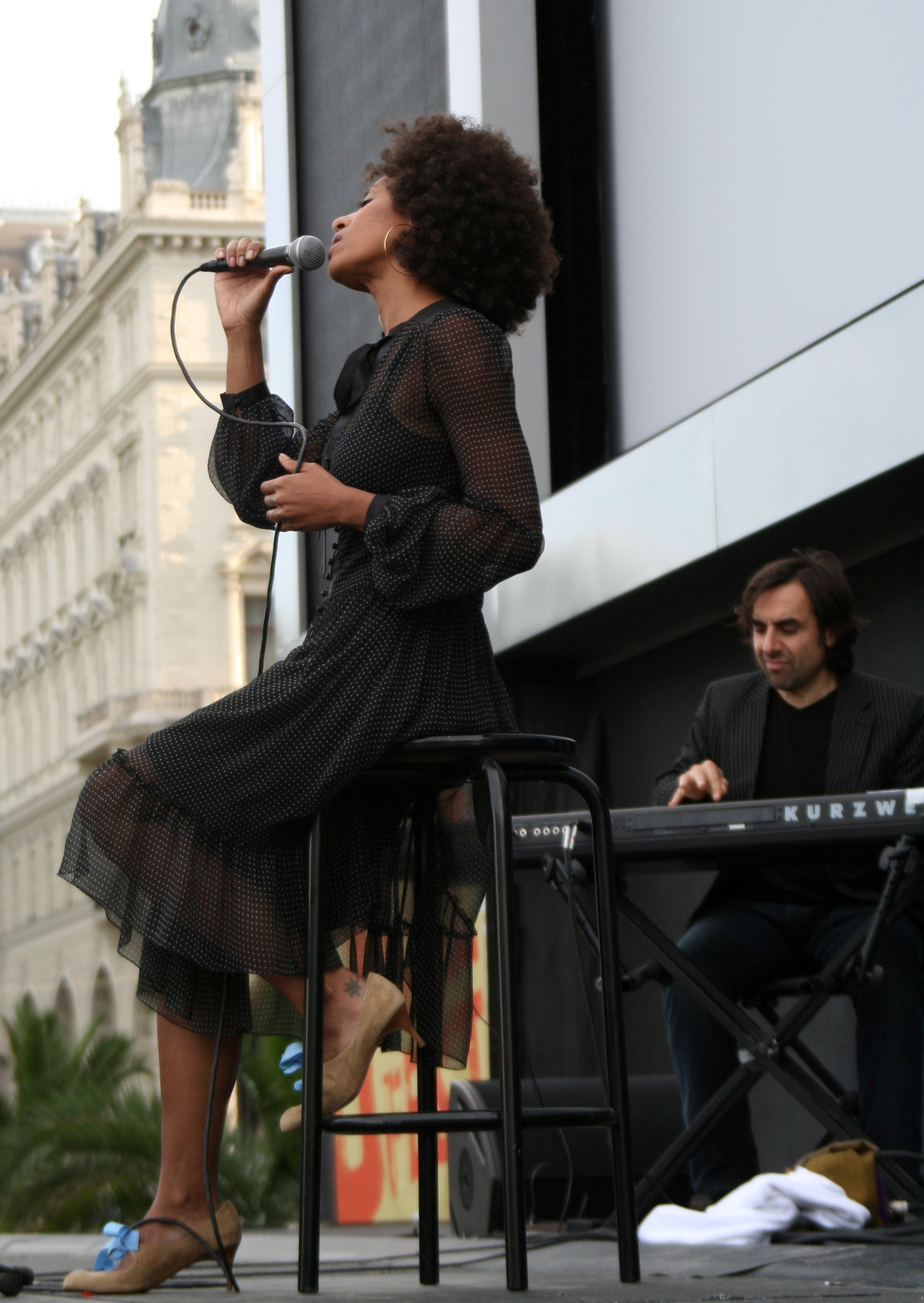
آندره مانوکیان به همراه مالیا (وین ۲۰۰۷)